# Вознесенська церква (Короп)
Вознесенська церква — православний храм та пам'ятка архітектури національного значення в Коропі Чернігівської області.

## Історія
Постановою Ради Міністрів УРСР від 24.08.1963 року № 970 «Про впорядкування справи обліку та охорони пам'яток архітектури на території Української РСР» («Про впорядкування справи обліку та охорони пам'яток архітектури на території Української РСР») № 839 .
Встановлено інформаційну дошку.

## Опис
Церква побудована у 1764 році коштом отамана Петра Юркевича. За її принципом у період 1772—1774 роки було побудовано Троїцьку церкву .
При храмі працювали школа та шпиталь, три лавки та двір на базарній площі.
Кам'яна, баштоподібна, тетраконхового типу — центричний храм із чотирипелюстковим планом: до квадратного внутрішнього підкупольного приміщення примикають чотири апсиди (виступи напівциркульні в плані). Грані основного обсягу завершуються фронтонами. Над основним об'ємом височіє восьмигранна вежа (восьмерик) під куполом з головкою. Є прибудови із боку апсид.
Усередині храму збереглися фрагменти олійного розпису кінця 18 століття.